# Xã Haven, Quận Reno, Kansas
Xã Haven (tiếng Anh: Haven Township) là một xã thuộc quận Reno, tiểu bang Kansas, Hoa Kỳ. Năm 2010, dân số của xã này là 1.649 người.